# Ops! È già Natale
Ops! È già Natale (A Sudden Case of Christmas) è un film italo-statunitense del 2024 diretto da Peter Chelsom. È il remake del film italiano Improvvisamente Natale.

## Trama
I genitori di Claire stanno divorziando e la portano all'hotel del nonno in Italia per darle la notizia. In un ultimo tentativo di salvare il loro matrimonio, Claire convince la sua famiglia a festeggiare un ultimo Natale insieme, ad agosto.

## Distribuzione
Il film è uscito nelle sale cinematografiche italiane il 5 dicembre 2024.